# Jodie McCann
Jodie McCann (* 3. Februar 2000 in Glenageary) ist eine irische Leichtathletin, die im Mittel- und Langstreckenlauf an den Start geht. Auch ihr Bruder Luke McCann ist als Leichtathlet aktiv.

## Sportliche Laufbahn
Erste internationale Erfahrungen sammelte Jodie McCann bei den Crosslauf-Europameisterschaften 2016 in Chia, bei denen sie nach 14:38 min auf den 72. Platz im U20-Rennen gelangte. Im Jahr darauf schied sie bei den U20-Europameisterschaften in Grosseto mit 4:50,37 min in der Vorrunde im 1500-Meter-Lauf aus und im Dezember wurde sie bei den Crosslauf-Europameisterschaften in Šamorín nach 14:43 min 34. im U20-Rennen und bei den Crosslauf-Europameisterschaften 2018 in Tilburg nach 14:33 min 35. Im Jahr darauf gelangte sie bei den Crosslauf-Europameisterschaften in Lissabon nach 15:28 min auf den 46. Platz und bei den Crosslauf-Europameisterschaften 2021 in Dublin lief sie nach 22:48 min auf dem 49. Platz im U23-Rennen ein. Im Jahr darauf wurde sie bei den Crosslauf-Europameisterschaften in Turin nach 22:59 min 54. im U23-Rennen und 2024 erreichte sie bei den Europameisterschaften in Rom in 15:29,25 min Rang 17 im 5000-Meter-Lauf. Anschließend nahm sie über diese Distanz an den Olympischen Sommerspielen in Paris teil und verpasste dort mit 15:55,08 min den Finaleinzug.
2025 schied sie bei den Halleneuropameisterschaften in Apeldoorn mit 9:18,73 min in der Vorrunde über 3000 Meter aus.
2024 wurde McCann irische Meisterin im 5000-Meter-Lauf.

## Persönliche Bestleistungen
- 1500 Meter: 4:08,34 min, 10. Februar 2024 in Adelaide
  - 1500 Meter (Halle): 4:09,18 min, 8. Februar 2025 in Metz
- Meile: 4:32,54 min, 28. März 2024 in Sydney
- 3000 Meter: 8:52,92 min, 23. März 2024 in Sydney
  - 3000 Meter (Halle): 8:55,71 min, 4. Februar 2025 in Ostrava
- 5000 Meter: 15:20,93 min, 18. Juni 2024 in Oslo